# Shure
Shure Incorporated är ett amerikanskt akustikföretag. Det grundades av Sidney N. Shure i Chicago, Illinois 1925 som en leverantör av radiodelar. Företaget tillverkar mikrofoner, trådlösa mikrofonsystem, tonhuvud, mixerbord och digital signalbehandling. De tillverkar även produkter för lyssning, såsom hörlurar, hörsnäckor och monitorsystem.